# Dorfkirche Großschönau

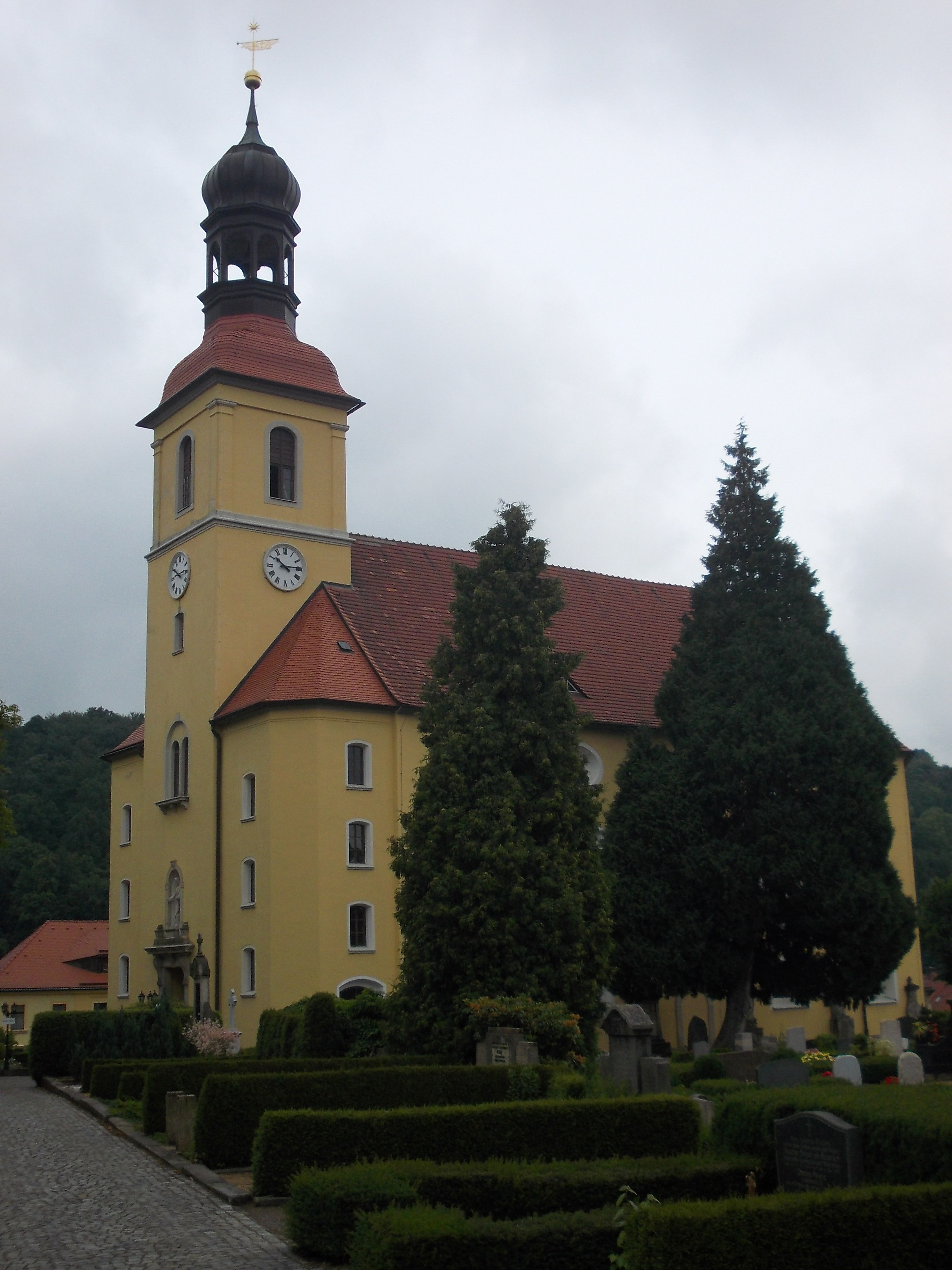
Dorfkirche Großschönau

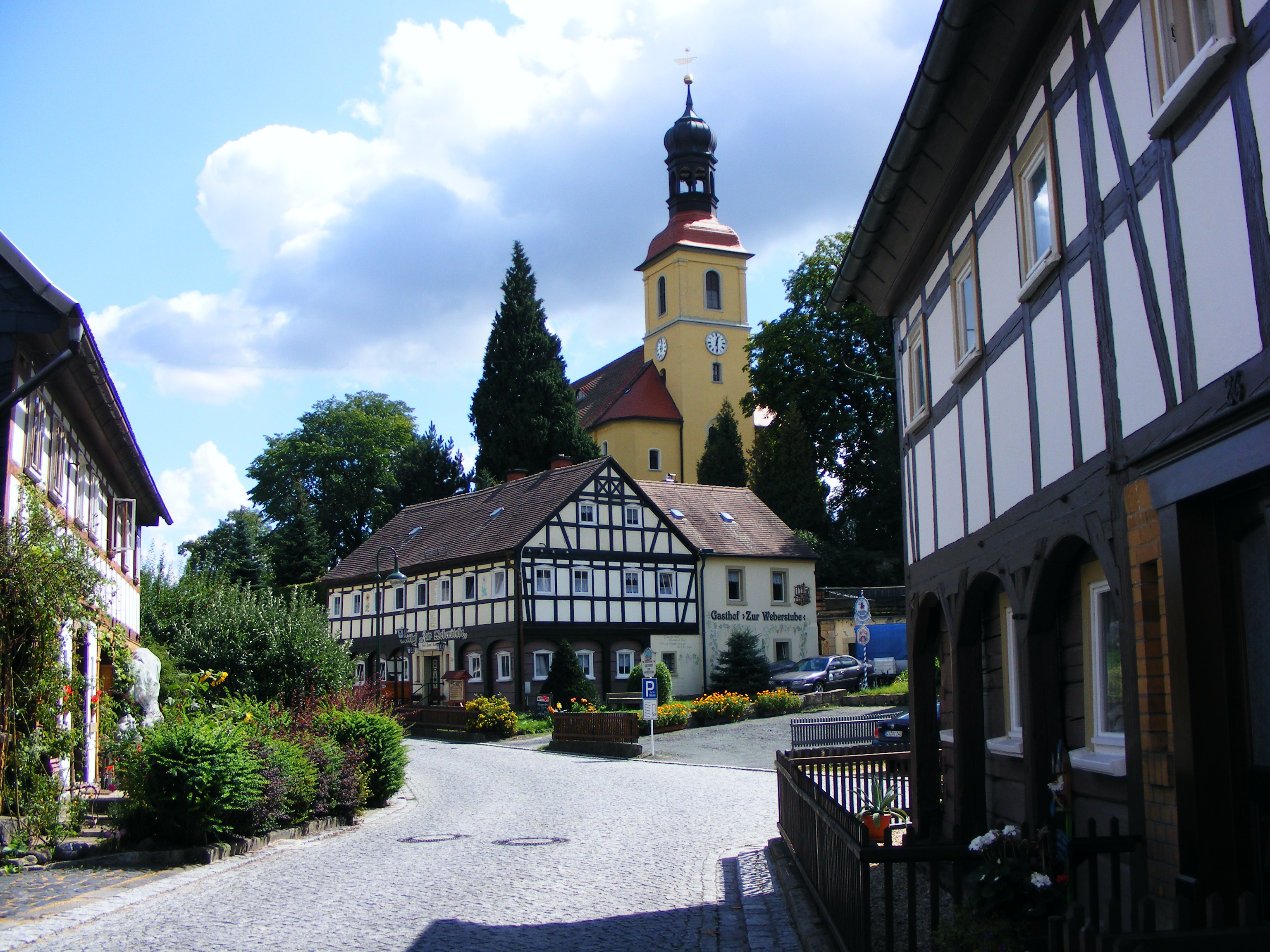
Kirche im Ortsbild

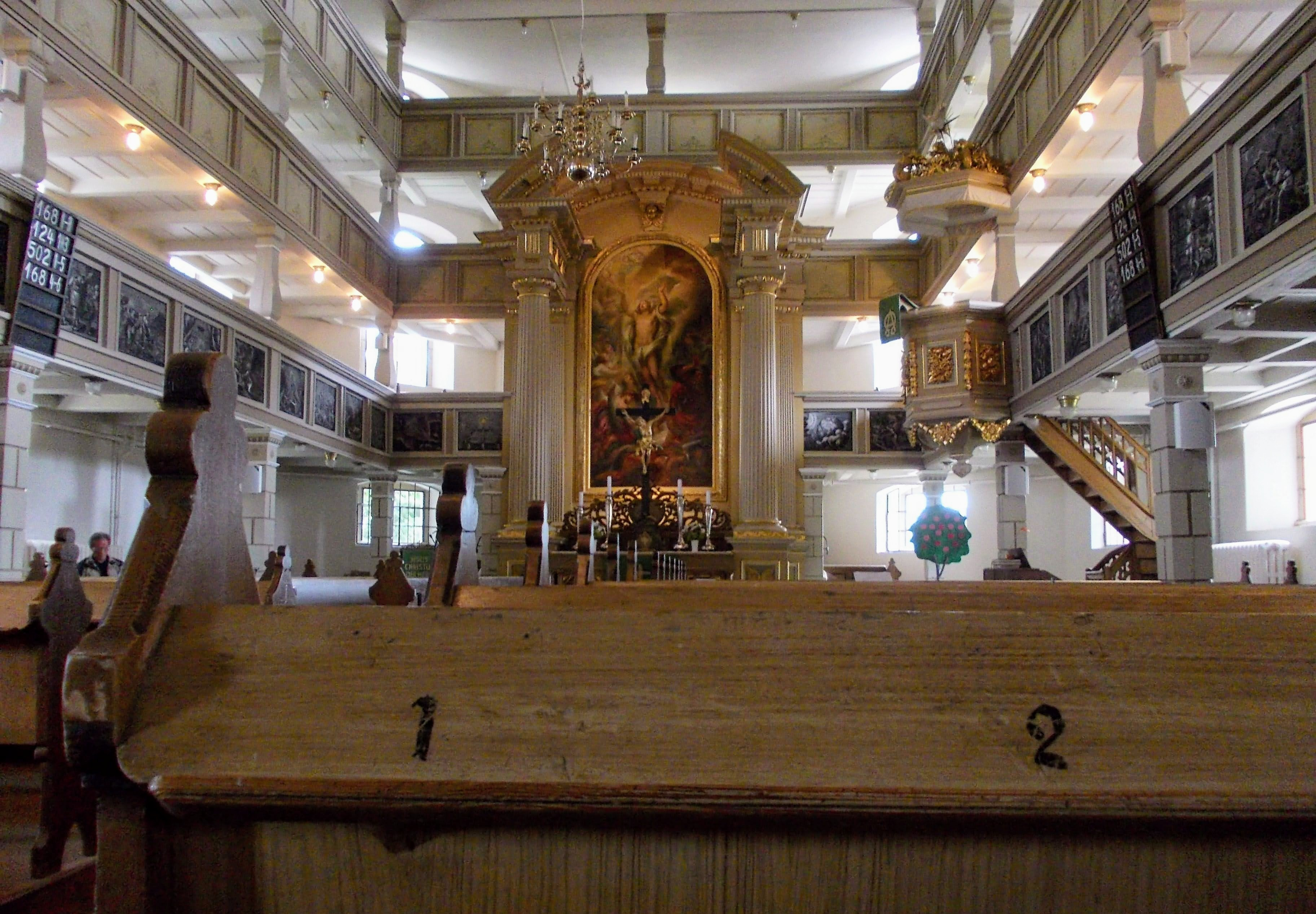
Erdgeschosse der Seitenschiffe und dreifache Emporen als viergeschossiger „Chorumgang“ hinter dem Altar

Die evangelische Dorfkirche Großschönau ist eine barocke Emporenhalle in Großschönau (Sachsen) im Landkreis Görlitz in Sachsen. Sie gehört zur Kirchengemeinde Großschönau im Kirchenbezirk Löbau-Zittau der Evangelisch-Lutherischen Landeskirche Sachsens.

## Geschichte und Architektur
Der erste urkundliche Nachweis einer Kirche in Großschönau stammt aus dem Jahre 1384, damals gehörte die Kirche dem Dekanat Zittau an. Vermutungen zufolge soll es zu dieser Zeit eine Holzkirche oder aus Holz errichtete „geräumige Kapelle auf steinernem Fundament“ gegeben haben, die sich am Fuße des Hutberges befand. Am heutigen Standort der Kirche befand sich jedenfalls um 1500 eine zweite Kirche, hiervon ist noch der Taufstein erhalten.
Die heutige Kirche ist eine Emporenhalle aus dem Jahr 1705, die auf den Fundamenten einer älteren Kirche erbaut wurde. Eine Restaurierung erfolgte im Jahr 1898. Das Bauwerk ist ein Saal aus Bruchsteinmauerwerk mit Dreiachtelschluss, hohem Satteldach und Rundbogenfenstern. Vor der Mitte der Westfront steht ein Turm, der mit Haube, Laterne und Wetterfahne abgeschlossen ist. Das Westportal vom Ende des 18. Jahrhunderts ist in großen klassizistischen Formen gestaltet, mit einer segnenden Christusfigur darüber, seitlich zwei Treppentürme.
Das Innere ist von großzügiger Wirkung; der hohe, flachgedeckte Kirchenraum ist an drei Seiten mit Emporen von 1775 ausgestattet. Vom Boden bis zur untersten Empore sind die Pfeiler aus Stein, darüber sind es bis zur Decke bauchige Holzpfeiler. Über den Seitenschiffen liegt die Decken etwas niedriger als über dem Mittelschiff. Hinter dem Altar stehen rechtes und linkes Seitenschiff samt ihren Emporen im polygonalen Ostschluss miteinander in Verbindung, gleichsam als mehrgeschossiger Chorumgang, wie in einigen gotischen Emporenbasiliken zu finden. An der unteren Emporenbrüstung auf der Südseite sind Szenen aus dem Alten Testament, auf der Nordseite aus dem Neuen Testament dargestellt. Die weiteren Brüstungsfelder sind ornamental gestaltet.

## Ausstattung

### Altar, Kanzel, Taufstein
Das Hauptstück der Ausstattung ist ein nahezu bis zur Decke reichender Altaraufbau aus dem Jahr 1802. Das Altarbild mit der Auferstehung Christi wurde von Eleazar Zeissig gen. Schenau im Jahr 1786 geschaffen. Der Altar zeigt einen monumentalen klassizistischen Säulenaufbau in toskanischer Ordnung mit hohem Postament und über dem Gesims einen gesprengten Giebel. Zwischen dem Altartisch und der Rücklage ist ein Zwischenraum ausgespart; dort befindet sich der Durchgang zur Sakristei. Als Abschluss dient eine Strahlenglorie mit Inschrift. Eine sechseckige hölzerne Kanzel aus der Erbauungszeit ist an der Südempore angebracht, der Schalldeckel zeigt akanthusähnliche Zierformen als Bekrönung. Die sechseckige Sandsteintaufe ist ein Werk aus dem Jahr 1570.

### Orgel
Die Kirche in Großschönau beherbergt seit 2014 die fünfte Orgel nach dem Beginn des 18. Jahrhunderts.

#### Erste Orgel (vor 1747)
Die erste Orgel der Großschönauer Kirche wurde, wie viele andere Dinge, aus der alten Kirche übernommen. Sie war mit einem Manualen, einem Pedal und elf Registern versehen und war die Vorgängerin der 1747 erbauten Tamitius-Orgel.

#### Zweite Orgel: Tamitius (1747–1898)
Die zweite Orgel wurde 1747 von Johann Gottlieb Tamitius (1691–1769) erbaut. Sie verfügte über zwei Manuale und Pedal, von den insgesamt 28 Registern gehörten zwölf zum Hauptwerk, elf zum Oberwerk und fünf zum Pedal. Das Instrument befand sich an der Westseite der Kirche (wie auch ihre Nachfolgerinnen) und stand auf der zweiten Empore. Der Prospekt war im Stil des Barock gehalten und umfasste Schleierbretter sowie weiteres Zierwerk. Die Orgel wurde am 1. Advent 1747 (3. Dezember 1747) geweiht und hatte 150 Jahre Bestand. Nach Umbauten in den Jahren 1808 und 1831 erklang sie am 14. August 1898 zum letzten Male; danach erfolgte der Abriss.

#### Dritte Orgel: Schlag & Söhne (1898–1929)
Das nachfolgende Instrument wurde 1898 von der schlesischen Orgelbaufirma Schlag & Söhne aus Schweidnitz als Ersatz für die in jenem Jahr entfernte Tamitius-Orgel erbaut. In Breite und Tiefe war sie wesentlich größer als ihre Vorgängerin. Diese Orgel verfügte im ersten und zweiten Manual über jeweils 13 Register und im Pedal über acht Register. Ihr Prospekt, den der Großschönauer Möbelhersteller Wilhelm Richter erstellte, trug ein schlichtes neoklassizistisches Gepräge. Sie wurde wiederum an einem 1. Advent, am 27. November 1898, ihrer Bestimmung übergeben und diente der Gemeinde bis in das Jahr 1947.
Aus dieser Orgel sind folgende zehn Register ganz oder teilweise erhalten und erklingen bis heute beim Betätigen der entsprechenden Züge:
- Subbass 16′
- Hohlflöte 4′ (teilweise)
- Trompete 8′ (teilweise)
- Bordun 16′ (teilweise)
- Prinzipal 8′ (teilweise)
- Gemshorn 8′ (teilweise)
- Aeoline 8′ (teilweise)
- Terz 1 3⁄5′
- Principalbass 16′
- Octavbass 8′

#### Umbau: Schlag & Söhne (1929–1949)
Obwohl Gehäuse und Prospekt unverändert blieben, erfuhr die Orgel in den Jahren 1926, 1934 und 1935 im Inneren so gravierende Umbauten, dass Ekkehard Groß sie ab 1929 als ein neues Instrument aufführt. Dies beruht vor allem auf den umfangreichen baulichen Änderungen, die nach Plänen des Architekten Kandler aus Klotzsche 1929 an der Orgelempore durchgeführt wurden, um vor der Orgel Platz für den Chor zu schaffen.

#### Vierte Orgel: Schuster & Sohn (1949–2013)
Nachdem die Zittauer Orgelbaufirma Schuster & Sohn in Zusammenarbeit mit dem Architekten Korschelt bereits 1947 einen Plan für einen Neubau der Orgel vorgelegt hatte, der jedoch aufgrund der überproportionalen Vergrößerung der Empore nicht umgesetzt wurde, wurden einige Ansätze dieses Entwurfs im Orgelneubau von 1949 verwirklicht. Dies betraf vor allem die Versetzung der Orgel auf die erste Empore, der Emporenboden wurde um eine Stufe angehoben, die zweite und dritte Empore an der Westseite wurden entfernt. An die Stelle der vorher vorhandenen Loge trat ein Rückpositiv.
Die Orgel verfügte über 2700 Pfeifen, die auf drei Manuale und ein Pedal verteilt waren; von den 43 Registern entfielen auf das Hauptwerk 13 Register, auf das Rückpositiv sechs, auf das Oberwerk 14 und auf das Pedal 10 Register. Das Pfeifenmaterial wurde großenteils aus dem Vorgängerinstrument übernommen, lediglich das Rückpositiv und der Spieltisch stellten Neubauten dar.
Besonders stach hier der Prospekt nach einem Entwurf von Schiffner hervor, der in Abwendung von jeglichem historisierenden Dekor eine moderne Gestaltung unter Verwendung industriell gefertigter Materialien (Holzleistenkonstruktion im geometrischen Raster) darbot.
Die Orgelweihe erfolgte am 29. Mai 1949.

#### Fünfte Orgel: Ekkehard Groß (seit 2014)
Die bisher jüngste Orgel wurde am 19. Oktober 2014 geweiht. Sie stammt aus der Werkstatt der 1990 gegründeten Orgelbaufirma Ekkehart Groß in Waditz (Opus 17) und verfügt über 34 Register (ein 35. ist vorgesehen, wurde aber nicht ausgeführt) auf zwei Manualen und Pedal. Das Instrument umfasst Hauptwerk, Schwellwerk und Pedalwerk, das bis 2013 bestehende Rückpositiv wurde zurückgebaut und die Lücke in der Empore durch eine neue Brüstung ersetzt, die nun das Bibelwort trägt: „Danket dem Herrn und ruft an seinen Namen; singet und spielet ihm!“ (nach Psalm 105,1-2 )
Der Orgelprospekt nimmt Formen und Farben aus dem Inneren der Kirche und ihrer Umgebung auf. Die Lochmuster auf den Schleierbrettern und dem Schwellwerk geben das Motiv der Lochstreifen von Jacquardwebstühlen wieder, damit wird sowohl auf die Vergangenheit von Großschönau als einem bedeutenden Standort der Textilindustrie als auch auf die Bedeutung digitaler Technologie angespielt.
Im Gegensatz hierzu ist die Traktur der Orgel vollständig mechanisch ausgeführt, da man einer Mechanik größere Zuverlässigkeit und Beständigkeit auch über lange Zeiträume als der Elektronik zuschreibt.
Disposition
| Hauptwerk I. Manual C–g3 |       |                                             |
| Bordun                   | 16′   | C–f1 ehem. Subbass 16', Schlag & Söhne 1898 |
| Principal                | 8′    | Ekkehard Groß                               |
| Bordun                   | 8′    | Ekkehard Groß                               |
| Gamba                    | 8′    | Ekkehard Groß                               |
| Octave                   | 4′    | Ekkehard Groß                               |
| Hohlflöte                | 4′    | Schlag & Söhne 1898 (nach Befund ergänzt)   |
| Quinte                   | 2 ⁄3′ | Ekkehard Groß                               |
| Octave                   | 2′    | Ekkehard Groß                               |
| Cornett 3fach            |       | Ekkehard Groß                               |
| Mixtur 4fach             | 2′    | Ekkehard Groß                               |
| Trompete                 | 8′    | Schlag & Söhne 1898 (ergänzt)               |
| Tremulant                |       |                                             |

| Schwellwerk II. Manual C–g3 |        |                                                                              |
| Gedackt                     | 16′    | ehemals Bordun 16' und Gedackt 8', Schlag & Söhne 1898 (nach Befund ergänzt) |
| Prinzipal                   | 8′     | Schlag & Söhne 1898 (teilweise)                                              |
| Gemshorn                    | 8′     | Schlag & Söhne 1898 (nach Befund ergänzt)                                    |
| Liebl. Gedackt              | 8′     | C–H Schlag & Söhne 1898, c0–g3 Schuster 1948                                 |
| Aeoline                     | 8′     | Schlag & Söhne 1898, Chwatal Merseburg (nach Befund ergänzt)                 |
| Vox coelestis               | 8′     | ehemals Geigenschwebung, Chwatal Merseburg; Ekkehard Groß                    |
| Octave                      | 4′     | Ekkehard Groß                                                                |
| Rohrflöte                   | 4′     | Ekkehard Groß                                                                |
| Dolce                       | 4′     | ehemals Dolce 8', Chwatal Merseburg (nach Befund ergänzt)                    |
| Nasat                       | 2 ⁄3′  | A. Schuster 1948                                                             |
| Piccolo                     | 2′     | Ekkehard Groß (überblasend)                                                  |
| Terz                        | 1 3⁄5′ | Schlag & Söhne 1898                                                          |
| Mixtur 3fach                | 1 2⁄3′ | Ekkehard Groß                                                                |
| Krummhorn                   | 8′     | Aug. Laukhuff, Weikersheim (nach Befund ergänzt)                             |
| Oboe                        | 8′     | Schleife unbesetzt                                                           |
| Tremulant                   |        |                                                                              |

| Pedal C–f1 Großpedal |     |                        |
| Principalbass        | 16′ | Schlag & Söhne 1898    |
| Violonbass           | 16′ | Lagerbestand (ergänzt) |
| Subbass              | 16′ | Schuster, Lagerbestand |
| Posaune              | 16′ | Giesecke 1898          |

| Kleinpedal |         |                        |
| Quintbass  | 10 2⁄3′ | Ekkehard Groß          |
| Octavbass  | 8′      | Schlag & Söhne 1898    |
| Bassflöte  | 8′      | Ekkehard Groß          |
| Cellobass  | 8′      | Lagerbestand (ergänzt) |
| Octavbass  | 4′      | Ekkehard Groß          |

- Koppeln:
  - Normalkoppeln: II/I, I/P, II/P
- Spielhilfen: Elektrischer Schwelltritt

### Sonstige Ausstattung
Von der ehemaligen Ausstattung werden folgende Werke im Heimatmuseum aufbewahrt: zwei Flügel eines gotischen Altars aus dem Jahr 1470 mit Predella; eine Mosesfigur, die ehemals als Stütze der Kanzel diente, zwei Holzstatuen und ein Engel, die eine Sanduhr halten und vermutlich von 1747 stammen.

## Umgebung
Die Kirche ist von einem Friedhof umgeben, auf dem zahlreiche historische Grabsteine des 17. bis 19. Jahrhunderts erhalten sind, darunter das 1894 überführte Empiregrabmal des 1806 verstorbenen Malers Eleazar Zeissig, genannt Schenau. Die Kirche ist in ein Ensemble der ortstypischen Umgebindehäuser des 18. und 19. Jahrhunderts eingefügt, die mit kunstvollen Sandsteinportalen versehen sind.